# Weilheim (Baden)
Weilheim település Németországban, azon belül Baden-Württembergben. Lakosainak száma 3134 fő (2023. december 31.).

## Népesség
A település népessége az elmúlt években az alábbi módon változott:
| Lakosok száma | 1908 | 2124 | 2202 | 2315 | 2491 | 2885 | 3139 | 3141 | 3087 | 3134 |
|               | 1961 | 1967 | 1974 | 1980 | 1987 | 1993 | 2000 | 2006 | 2013 | 2023 |